# Batu (12)
Batu (12) is een bestuurslaag in het regentschap Serdang Bedagai van de provincie Noord-Sumatra, Indonesië. Batu (12) telt 2260 inwoners (volkstelling 2010).